# Immanuel Kant
Immanuel Kant (Königsberg, 22. travnja 1724. – Königsberg, 12. veljače 1804.), njemački filozof. Tvrdi da znanje stječemo i iskustvom i razumijevanjem.

## Životopis
Rođen je kao četvrto od jedanaestoro djece. Svoj cijeli život proveo je u Königsbergu, tadašnjem glavnom gradu Istočne Pruske.
Kant je studirao filozofiju na tamošnjem sveučilištu i kasnije postao profesor filozofije. Danas Königsberg pripada Rusiji i preimenovan je u Kaliningrad, ali je svojedobno bio drugi najveći grad u Pruskom kraljevstvu. 
Kant je rođen u luteranskoj obitelji i pohađao je školu koju su vodili luteranci. Godine 1740. upisao se na sveučilište u Königsbergu i studirao filozofiju Gottfrieda Leibniza i njegova sljedbenika Christiana Wolffa. Kant je posebno bio zainteresiran za nove fizikalne teorije Isaaca Newtona. Nakon što je završio studij, Kant se nadao da će biti učitelj filozofije, ali to je bilo veoma teško. Dugo je vremena morao živjeti životom privatnog predavača. Jednom mu je prilikom ponuđeno mjesto profesora poezije na sveučilištu u Königsbergu, ali on je odbio. Kasnije, 1770., postao je profesor filozofije na tom sveučilištu. Mladi Kant je bio zainteresiran za fiziku, posebno fiziku zemlje i svemirskih tijela. Napisao je nekoliko radova o tome, ali je njegovo zanimanje za metafiziku raslo. Htio je proniknuti prirodu ljudskog iskustva: kako ljudi uopće mogu nešto spoznati i na čemu se temelji njihovo znanje. Pod snažnim utjecajem Leibnizova i Wolffova filozofskog sistema, Kant je počeo sumnjati u temeljne odgovore prijašnjih filozofa. Prekretnicu u njegovu životu označio je škotski filozof David Hume. Hume je pokušao raščistiti što je to naše iskustvo i došao do teorije „skepticizma“, što znači da ne postoji ništa što bi jamčilo naše iskustvo. Kant je pročitao neka njegova djela i bio šokiran; teoriju koju je poznavao vidio je u potpuno novom svjetlu. Nakon toga je počeo tražiti novi, treći način, osim ona dva koja je Kant nazivao „skepticizam“ i „dogmatizam“. Kant je bio pod znatnim utjecajem još jednog mislioca, Jean-Jacquesa Rousseaua. Njegove misli o ljudskim bićima, posebno o moralu i ljudskoj slobodi, jako su se dojmile Kanta.

## Važnost
Kant je imao velik utjecaj na romantičke i idealističke filozofe devetnaestog stoljeća, njegov je rad bio polazna točka za Hegela. Zajedno s Hegelom, Fichteom i Schellingom svrstan je među klasične njemačke idealiste, ali je on osobno još svrstan pod transcedentalni idealizam. Kantova se filozofija može podijeliti u dva dijela: predkritičko i kritičko razdoblje. 
U predkritičkom razdoblju Kant se bavi materijalističkim tumačenjem svijeta. Svoju teoriju o nastanku svemira iznio je u djelu „Opća povijest prirode i teorija neba“. U ovom djelu je Kant predvidio postojanje planeta Uran, koji je kasnije 1881. godine i otkriven. U kritičkom periodu on daje kritiku filozofije svojih prethodnika, te tako potpuno prelazi na idealizam. 
U tom je periodu napisao svoja najveća djela: Kritika čistog uma (Što mogu znati?), Kritika praktičkog uma (Što trebam činiti?) i Kritika snage suda (Čemu se mogu nadati?) i time dajući odgovor na pitanje: Što je čovjek?
Najpoznatije Kantovo djelo je knjiga Kritika čistog uma, objavljeno 1781. Svoj način razmišljanja Kant je nazivao kritikom, a ne filozofijom.
Rekao je da je kritika priprema za uspostavu prave filozofije. Za tu uspostavu ljudi bi trebali znati što ljudski razum može i koja su mu ograničenja. U „Kritici čistog uma“ Kant je napravio „kopernikanski obrat“. Tvrdio je da se naša spoznaja ne prilagođava predmetima već da je obrnuto, predmeti spoznaje moraju se prilagođavati našim mogućnostima spoznaje. Kant je opisao nekoliko ograničenja ljudskoga razuma, za osjećanje i razmišljanje. Za osjećaj postoje dva ograničenja unutar naših osjetila: prostor i vrijeme. Ne postoje fizički predmeti, nego ograničenja našega uma kad god osjetimo nešto preko naših osjetila. Nužna je spoznaja po Kantu, dakle, moguća zato što ćemo mi uvijek stvari doživljavati na određeni način, a ne zato što stvari same po sebi uvijek jesu ovakve ili onakve. Ti oblici svijesti vrijede samo za naše iskustvo, a ne izvan njega. Ako um pokušava tražiti odgovor na pitanja izvan našeg iskustva, zapliće se u proturječja i ne može naći odgovor. Dakle, metafizika je po Kantu nemoguća. Takva pitanja koja prekoračuju granice iskustva su na primjer pitanja o svijetu (je li on beskonačan ili konačan), o duši (je li ona besmrtna ili smrtna), o Bogu (postoji li ili ne). Tu po Kantu nije moguće dokazati nijednu od suprotstavljenih teza. Za dolaženje do spoznaje da Bog postoji trebalo bi nam načelo uzročnosti koje bi vrijedilo u svijetu, a ne samo u našem doživljaju svijeta, čega po Kantu nema.
Razum posjeduje dvanaest kategorija - čistih racionalnih koncepcija, podijeljenih na četiri polja: kvantiteta, kvaliteta, odnos i modalitet. Ovdje se javljaju analitički i sintetički sudovi. Analitički su sudovi apriorni i ne proširuju znanje, dok ga sintetički sudovi proširuju. U umnoj spoznaji imamo apriorne ideje, i tu se želi prijeći granica iskustva. Ovdje se ne otkriva „stvar za sebe“ (Ding für sich). „Stvar za sebe“ ili bit stvari ili noumen je nemoguće spoznati. Nama se pokazuju samo Stvar za nas (Ding für uns) ili fenomen. Kant razlikuje um i razum. Um jest onaj koji uvijek želi više. Um definiramo kao moć načela, a razum kao moć pravila. Razum posjeduje 12 kategorija. Um ne može otkriti „stvar za sebe“. 
Kant je svoje etičko učenje iznio u djelu „Kritika praktičnog uma“ 1788. godine. U tumačenju etike Kant polazi od pojma dobre volje. Za njega je to dobro po sebi, bez ikakvih ograničenja, koje ima za svrhu jedino ispunjenje dužnosti, odnosno poštovanje zakona. Moralno se djelovanje zasniva na samokontroli jer svaki čovjek već ima apriorni zakon koji nam naređuje kako da se ponašamo. Taj moralni zakon Kant naziva kategoričkim imperativom. Kant je dao više definicija kategoričkog imperativa. Jedna od tih je: „Radi tako da princip tvoga rada može postati princip rada svih drugih“. Osim ove najopćenitije formulacije moralnog zakona, Kant navodi i sljedeće načelo: "Djeluj tako da tretiraš ljude, kako sebe tako i druge, uvijek kao cilj, a nikad kao sredstvo!". Time Kant naglašava dužnost poštovanja posebnog dostojanstva čovjeka kao razumnog i slobodnog bića. 
Po Kantu, moralna dobrota nekog ljudskog čina ne slijedi iz objekta, tj. ništa nije dobro samo po sebi. Uostalom, on smatra da mi ni ne možemo znati kakve su zapravo stvari u sebi. Moralno dobro nekog čina zato po Kantu slijedi jedino iz dobre nakane. 
Sama nakana je pak, dobra jedino ako se radi iz dužnosti, tj. da bismo poštovali moralni zakon.  
Iako svaki čovjek ima u svojoj svijesti moralni zakon, o njegovoj volji ovisi hoće li ga poštovati ili ne. Tako je moralni zakon preduvjet „praktičkog uma“.
Kant je dao i svoje mišljenje o estetici, u svojoj knjizi "Kritika moći suđenja" koju je napisao 1790.godine. 
U Kantovoj terminologiji estetika se ne odnosi na filozofiju umjetnosti, već se odnosi na nešto osjetilno. Kant tvrdi da je doživljaj ljepote zasnovan na bezinteresnom sviđanju oblika umjetničkog djela. Lijepo je ono što se svima bez interesa nameće kao takvo.

## Kritika čistog uma
Kantova "Kritika čistoga uma" još ni danas nije potpuno protumačena. Potrebno je postaviti pitanje što je Kant zapravo želio pišući to djelo. On je već u predgovoru i uvodu jasno istaknuo problematiku koju bismo mogli izraziti pitanjem: je li metafizika moguća? Ta je problematika osobito došla do izražaja u protivnosti racionalizma i empirizma, dogmatizma i skepticizma, u prihvaćanju i odbacivanju metafizike.
"Kritika čistoga uma" se sastoji od predgovora prvom izdanju, predgovora drugom izdanju, uvoda i dva glavna dijela: transcendentalne teorije o elementima i transcendentalne teorije o metodi. Prvi dio, koji je opsegom najveći, dijeli se opet na dva dijela: na transcendentalnu estetiku i transcendentalnu logiku. Konačno, transcendentalna logika se dijeli na transcendentalnu analitiku i transcendentalnu dijalektiku.

### Transcendentalna estetika
U transcendentalnoj estetici Kant proučava osjetne principe a priori, dakle, osjetnu spoznajnu moć. Tu se on pita da li osjetna spoznaja sadrži apriorne predodžbe. Predodžbe, koje nam daje osjetnost, zovu se opažaji. Djelovanje predmeta na sposobnost predodžbi je osjećaj ili empirički opažaj. Neodređeni predmet empiričkog opažaja zove se pojava. Pojavi odgovara materija, a forma sređuje raznolikost pojave.

### Transcendentalna logika
Kao što je transcendentalna estetika izolirala i promatrala osjetnost, tako transcendentalna logika izolira razum i promatra samo onaj dio mišljenja koji svoje podrijetlo ima samo u razumu. Kantova transcendentalna logika razlikuje se od klasične opće ili formalne logike u tome što ne promatra samo forme mišljenja, nego apriorne pojmove i principe mišljenja i njihovu primjenu na predmete, i to ne primjenu na neki pojedinačni predmet, nego na predmete općenito. Transcendentalna logika bavi se apriornom spoznajom ako je ona djelo razuma, a ne osjetnosti. Ona proučava apriorne pojmove i principe razuma kao nužne uvjete da se objekti, dani osjetnom intuicijom, mogu misliti.

## Kritika praktičkog uma
Kritika praktičkog uma, kaže Kant u predgovoru, nije kritika čistog praktičkog uma, nego naprosto praktičkog uma uopće, jer ona samo pokazuje da postoji praktički um i u tome kritizira njegovu praktičku sposobnost. U toj sposobnosti utvrđena je i transcendentna sloboda, koju je kritika čistog uma samo problematički postavila. Objektivna realnost slobode dokazuje se sad moralnim zakonom praktičkog uma.
I Kritiku praktičkog uma Kant je podijelio na dva dijela: prvi donosi elementarni nauk čistoga praktičkog uma, a drugi metodologiju čistoga praktičkog uma. Elementarni nauk se opet dijeli na analitiku i dijalektiku čistoga praktičkog uma. Analitika donosi u tri poglavlja nauk o a) načelima, b) pojmu predmeta i c) pokretalima čistoga praktičkog uma.

## Kantov nauk o religiji
Temeljne misli svoje filozofske nauke o religiji Kant razvija u djelu Religija unutar granica čistoga uma. On tu razlaže umsku vjeru u njezinu odnosu prema crkvenoj vjeri. 
U četiri dijela govori o: 
- radikalnom zlu unutar ljudske naravi
- borbi dobrog i zlog principa za prevlast nad čovjekom
- pobjedi dobrog principa nad zlim i uspostavljanje Božjeg kraljevstva na zemlji
- pravoj i lošoj službi pod vodstvom dobrog principa ili o religiji.